# Erection
Erection è un cortometraggio del 1971 diretto da John Lennon con musiche di Yōko Ono.

## Descrizione
Il cortometraggio consiste in una serie di fotografie che documentano gradualmente la costruzione del London International Hotel (l'attuale Marriott Hotel Kensington) al numero 147 di Cromwell Road, nel quartiere di Kensington. Le fotografie furono scattate da un singolo punto di vista nel corso di qualche mese tra il 1970 e il 1971; con una macchina posizionata dal fotografo Iain Macmillan, già autore dell'iconica copertina dell'album Abbey Road dei Beatles. Lennon chiese espressamente il permesso di fotografare tutta la costruzione dell'edificio. Il materiale venne riversato in formato 16 mm da George Maciunas, fondatore del movimento artistico d'avanguardia Fluxus.
La colonna sonora è costituita dai brani Airmale e You tratti dall'album Fly di Yōko Ono.
Quando Lennon e Ono apparvero al Dick Cavett Show l'11 settembre 1971, Lennon disse che l'ispirazione per il cortometraggio gli era venuta quando, trovandosi spesso in viaggio, mancava da tanto tempo in una particolare città, e tornando, trovava sempre dei grossi edifici nuovi costruiti nel frattempo in sua assenza. Inoltre, egli sottolineò come il film, attraverso un cespuglio ripreso nell'insieme, mostrasse lo scorrere delle stagioni.